# Важка атлетика на літніх Олімпійських іграх 2000
Змагання з важкої атлетики на літніх Олімпійських іграх 2000 тривали з 16 до 26 вересня в Сіднейському центрі зібрань та виставок. Розіграно 15 комплектів нагород (8 серед чоловіків і 7 серед жінок). Жінки в цьому виді спорту на Олімпіаді змагалися вперше.

## Медалісти

### Чоловіки
| Дисципліна       | Золото                       | Срібло                    | Бронза                     |
| ---------------- | ---------------------------- | ------------------------- | -------------------------- |
| До 56 кг [a]     | Халіл Мутлу · Туреччина      | У Веньсюн · Китай         | Чжан Сянсян · Китай        |
| До 62 кг [b]     | Ніколай Пешалов · Хорватія   | Леонідас Сабаніс · Греція | Геннадій Олещук · Білорусь |
| До 69 кг         | Галабін Боєвський · Болгарія | Георгі Марков · Болгарія  | Сергій Лавренов · Білорусь |
| До 77 кг         | Чжан Сюйґан · Китай          | Віктор Мітру · Греція     | Арсен Мелікян · Вірменія   |
| До 85 кг         | Піррос Дімас · Греція        | Марк Густер · Німеччина   | Георгій Асанідзе · Грузія  |
| До 94 кг         | Акакіос Кахіашвіліс · Греція | Шимон Колецький · Польща  | Олексій Петров · Росія     |
| До 105 кг        | Хусейн Таваколі · Іран       | Алан Цагаєв · Болгарія    | Саїд Саїф Асаад · Катар    |
| Понад 105 кг [c] | Хусейн Резазаде · Іран       | Ронні Веллер · Німеччина  | Андрій Чемеркін · Росія    |

### Жінки
| Дисципліна   | Золото                           | Срібло                          | Бронза                           |
| ------------ | -------------------------------- | ------------------------------- | -------------------------------- |
| До 48 кг [d] | Тара Нотт · США                  | Раема Ліса Румбевас · Індонезія | Шрі Індріярі · Індонезія         |
| До 53 кг     | Ян ся · Китай                    | Лі Фен'їн · Китайський Тайбей   | Вінарні Бінті Сламет · Індонезія |
| До 58 кг     | Сорая Хіменес · Мексика          | Лі Сонхі · КНДР                 | Хассарапорн Сута · Тайланд       |
| До 63 кг     | Чень Сяомінь · Китай             | Валентина Попова · Росія        | Іоанна Хатцііоанну · Греція      |
| До 69 кг     | Лін Вейнін · Китай               | Ержебет Маркус · Угорщина       | Карнам Маллесварі · Індія        |
| До 75 кг     | Марія Ісабель Уррутія · Колумбія | Рут Оґбейфо · Нігерія           | Го Іхань · Китайський Тайбей     |
| Понад 75 кг  | Дін Мейюань · Китай              | Агата Врубель · Польща          | Черіл Гаворт · США               |

## Нотатки
- a  Початково срібну медаль здобув болгарин Іван Іванов, однак його дискваліфікували через виявлений фуросемід[3].
- b  Початково бронзову медаль здобув болгарин Севдалин Минчев, однак його дискваліфікували через виявлений фуросемід[3].
- c  Початково бронзову медаль здобув вірменин Ашот Даніелян, однак його дискваліфікували через виявлений станозолол[4].
- d  Початково золоту медаль здобула болгарка Ізабела Драгнєва, однак її дискваліфікували через виявлений фуросемід[3].

## Таблиця медалей
| Місце               | Країна                  | Золото | Срібло | Бронза | Загалом |
| ------------------- | ----------------------- | ------ | ------ | ------ | ------- |
| 1                   | Китай (CHN)             | 5      | 1      | 1      | 7       |
| 2                   | Греція (GRE)            | 2      | 2      | 1      | 5       |
| 3                   | Іран (IRI)              | 2      | 0      | 0      | 2       |
| 4                   | Болгарія (BUL)          | 1      | 2      | 0      | 3       |
| 5                   | США (USA)               | 1      | 0      | 1      | 2       |
| 6                   | Колумбія (COL)          | 1      | 0      | 0      | 1       |
| 6                   | Мексика (MEX)           | 1      | 0      | 0      | 1       |
| 6                   | Туреччина (TUR)         | 1      | 0      | 0      | 1       |
| 6                   | Хорватія (CRO)          | 1      | 0      | 0      | 1       |
| 10                  | Німеччина (GER)         | 0      | 2      | 0      | 2       |
| 10                  | Польща (POL)            | 0      | 2      | 0      | 2       |
| 12                  | Індонезія (INA)         | 0      | 1      | 2      | 3       |
| 12                  | Росія (RUS)             | 0      | 1      | 2      | 3       |
| 14                  | Китайський Тайбей (TPE) | 0      | 1      | 1      | 2       |
| 15                  | Нігерія (NGR)           | 0      | 1      | 0      | 1       |
| 15                  | Північна Корея (PRK)    | 0      | 1      | 0      | 1       |
| 15                  | Угорщина (HUN)          | 0      | 1      | 0      | 1       |
| 18                  | Білорусь (BLR)          | 0      | 0      | 2      | 2       |
| 19                  | Індія (IND)             | 0      | 0      | 1      | 1       |
| 19                  | Вірменія (ARM)          | 0      | 0      | 1      | 1       |
| 19                  | Грузія (GEO)            | 0      | 0      | 1      | 1       |
| 19                  | Катар (QAT)             | 0      | 0      | 1      | 1       |
| 19                  | Таїланд (THA)           | 0      | 0      | 1      | 1       |
| Загалом (23 збірні) | Загалом (23 збірні)     | 15     | 15     | 15     | 45      |

## Країни-учасниці
Змагався 261 важкоатлет і важкоатлетка з 73-х країн:
- Албанія (1)
- Алжир (1)
- Американське Самоа (1)
- Аргентина (2)
- Вірменія (6)
- Австралія (12)
- Азербайджан (2)
- Бельгія (2)
- Білорусь (5)
- Бразилія (1)
- Болгарія (12)
- Канада (2)
- Чехія (1)
- Китай (12)
- Китайський Тайбей (4)
- Колумбія (3)
- Хорватія (1)
- Куба (5)
- Домініканська Республіка (2)
- Еквадор (1)
- Єгипет (2)
- Сальвадор (1)
- Федеративні Штати Мікронезії (1)
- Фіджі (1)
- Фінляндія (1)
- Франція (3)
- Грузія (3)
- Німеччина (6)
- Велика Британія (1)
- Греція (10)
- Гуам (1)
- Гватемала (1)
- Індія (3)
- Індонезія (3)
- Іран (6)
- Італія (4)
- Японія (8)
- Казахстан (6)
- Киргизстан (2)
- Латвія (3)
- Ліван (1)
- Литва (1)
- Мексика (1)
- Молдова (3)
- М'янма (3)
- Науру (2)
- Нікарагуа (1)
- Нігерія (5)
- КНДР (4)
- Норвегія (1)
- Нова Зеландія (2)
- Палау (1)
- Панама (1)
- Папуа Нова Гвінея (1)
- Польща (9)
- Пуерто-Рико (2)
- Катар (5)
- Румунія (7)
- Росія (9)
- Самоа (1)
- Сейшельські Острови (1)
- Словаччина (1)
- Південна Корея (8)
- Іспанія (3)
- Тайланд (5)
- Тонга (1)
- Туніс (1)
- Туреччина (8)
- Туркменістан (1)
- Україна (10)
- США (6)
- Узбекистан (2)
- Венесуела (2)